# Таборити
Таборитите (на чешки: Táborité) представляват радикално крило на хуситите в Бохемия през XV век. Те се противопоставени на умерените хусити от фракцията на каликстинците по време на Хуситските войни. Друго радикално крило е това на оребитите. Всички хусити са смятани за еретици от Католическата църква и срещу тях Сигизмунд Люксембургски повежда кръстоносен поход, довел до принудителното възстановяване на римокатолицизма в Чехия и до днес.

### Произход
Център на таборитите и тяхната идеологическа и политическа доктрина е град Табор. Те се стремят към отхвърляне на феодалните класови неравенства и унищожаване на църковните схоластика и йерархия. В замяна на това те предлагат авторитет на Евангелието и провъзгласяват Хилядолетието на Исус Христос. Като последователите на Ян Хус основни идеолози на таборитите са Микулаш Бискупец, Мартин Хушка и Прокоп Велики, а армията им се води от Ян Жижка, Зикмунт Корибут, Ян Рогач Дубски.

### Хуситски войни
Таборитите постигат редица победни сражения благодарение на религиозен плам и чисто военностратегически умения, като например мобилната фортификация Wagenburg.
При тази бойна тактика таборитите организират на бойното поле затворено укрепление от подсилени фургони, като всеки един е с точен оръжеен разчет и екипаж (включително огнестрелни оръжия). Това осигурява предимство на таборитите дори срещу тежка кавалерия от рицари. Образуваният фортифициран лагер е наричан и табор. Показателен пример за този начин на водене на сражение е битката при Хорице.
Бохемското хусистко въстание „се разлива“ в съседните страни – нападения са осъществени дълбоко в територията на Полша и Саксония. С това Прокоп Велики цели да ограничи съседите си от включване в поведения от Сигизмунд кръстоносен поход срещу Бохемия. След смъртта на Жижка на 11 октомври 1424 г. възниква таборитската групировка на Сиротните под водачество на Ян Рогач Дубски.

### Поражение
Практическото разделение на хусистките фракции започва след отблъскването на кръстоносеца Сигизмунд Люксембургски. Без общия си враг хуситите бързо си припомнят идеологическите различия, но таборитите все още имат предимство, което се реализира при Хорице. В следващите години поляризацията на фракциите се запазва, но често си сътрудничат и предводителите им дори сменят партиите си. През ноември 1433 г. хуситите са окончателно разцепени – каликстинците влизат в съглашение с католическите лоялисти, наречено Пражки компактати. Коалицията приема Сигизмунд за приемник на Вацлав IV и се изправя срещу хусистките радикали. На 30 май 1434 при Липан контрареформаторските сили нанасят решаващо поражение на таборитите и практически приключват съществуването на радикалната фракция.
Чешките протестанти от фракцията на Бохемските братя в Моравската църква се смятат за приемници на таборитите.